# Casa Leopoldo

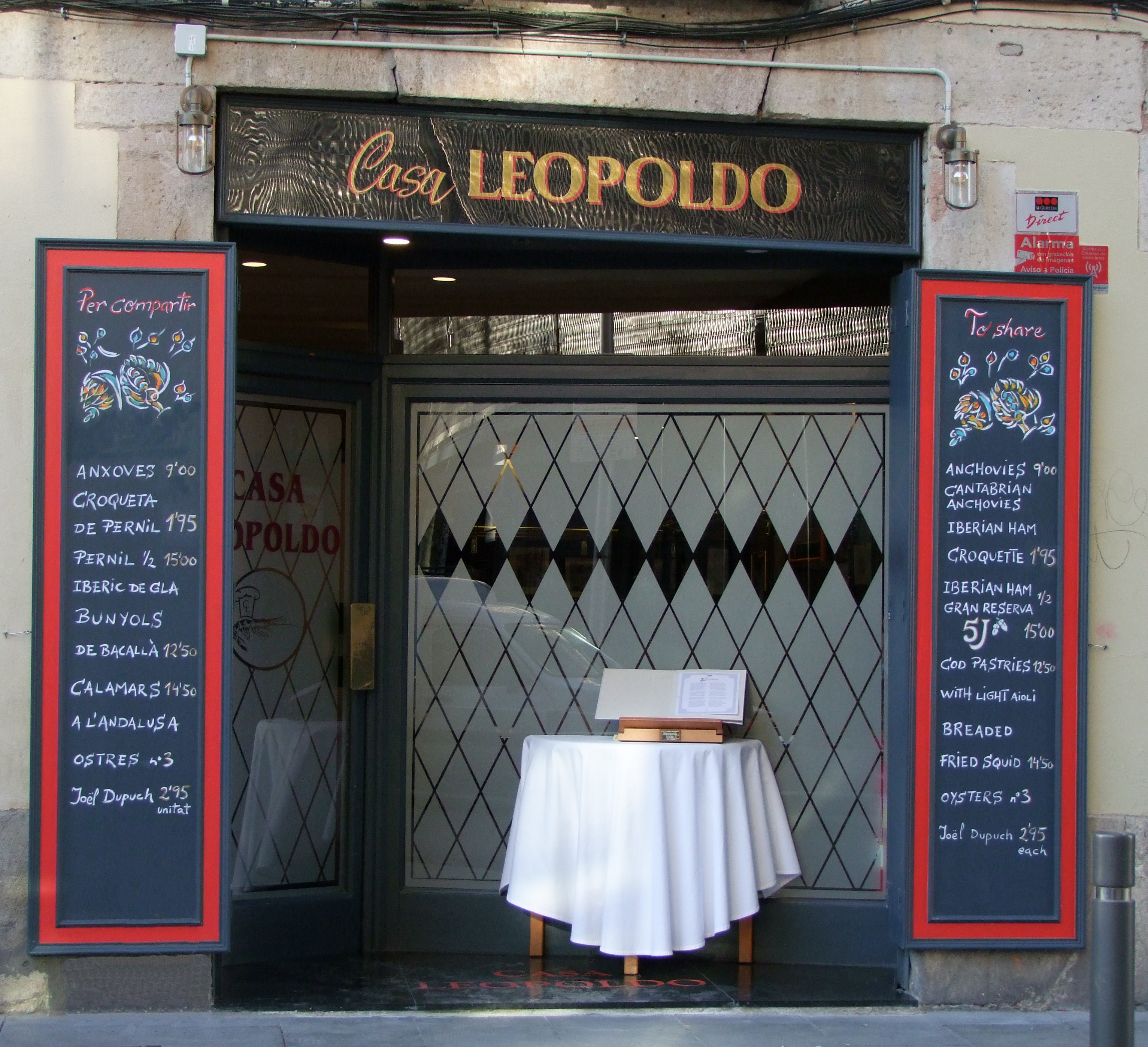
Casa Leopoldo (2018)

Casa Leopoldo (katalanisch und spanisch für Haus Leopold) ist ein Traditionslokal in der Altstadt von Barcelona. Es ist benannt nach seinem Gründer Leopoldo Gil, der das Restaurant während der Weltausstellung 1929 zusammen mit seiner Frau Elvira Gil eröffnete. Es ist bis heute in Betrieb. Das Leopoldo befindet sich im Viertel El Raval in der Carrer de Sant Rafael 24 in unmittelbarer Nähe zur Rambla del Raval. Das Lokal widmet sich der traditionellen katalanischen Küche.
Berühmt wurde das Lokal durch den Schriftsteller Manuel Vázquez Montalbán: Das Leopoldo ist in seinen Romanen über den fiktiven Privatdetektiv Pepe Carvalho das Lieblingsrestaurant der Hauptfigur. Carvalhos Lieblingsspeise ist demnach Fleischklößchen mit Sepia (katalanisch: mandonguilles amb sípia) – diese stehen bis heute auf der Speisekarte. Auch Montalbán selbst war Stammgast im Leopoldo. Weitere Erwähnung findet das Restaurant in Carlos Ruiz Zafóns Romanen Das Spiel des Engels und Der Gefangene des Himmels – in beiden Büchern essen die Protagonisten das wohl bekannteste Gericht des Restaurants, den Ochsenschwanz (katalanisch: cua de bou).
Durch die literarische Bekanntheit entwickelte sich das Lokal seit den späten 1970er Jahren zu einem Treffpunkt der Literaturszene Barcelonas, die hier regelmäßige Diskussionsrunden (katalanisch: tertulias) abhielt. Die Bekanntheit sorgte aber auch für steigende Preise: War das Leopoldo ursprünglich ein Anwohnerlokal in einem der ärmsten Stadtteile, dem sogenannten „Barri Xino“, gehört es mittlerweile zur gehobenen Preiskategorie.
Der kleine Platz direkt gegenüber dem Restaurant, auf dem sich auch das Hotel Barceló Raval befindet, wurde 2009 als Plaça Vázquez Montalbán benannt.
Rosa Gil, die Tochter des Gründers Leopoldo Gil, betrieb das Restaurant bis 2016 und musste aus wirtschaftlichen Gründen schließen. Danach wurde in dem Lokal ein China-Restaurant eröffnet. Seit Februar 2024 wird das Lokal unter dem alten Namen und mit der traditionellen katalanischen Küche wieder betrieben. Betreiber ist die aus Barcelona stammende Gastronomie-Gruppe „Banco de Boquerones“.